# Basileuterus culicivorus
Basileuterus culicivorus là một loài chim trong họ Parulidae.

## Hình ảnh

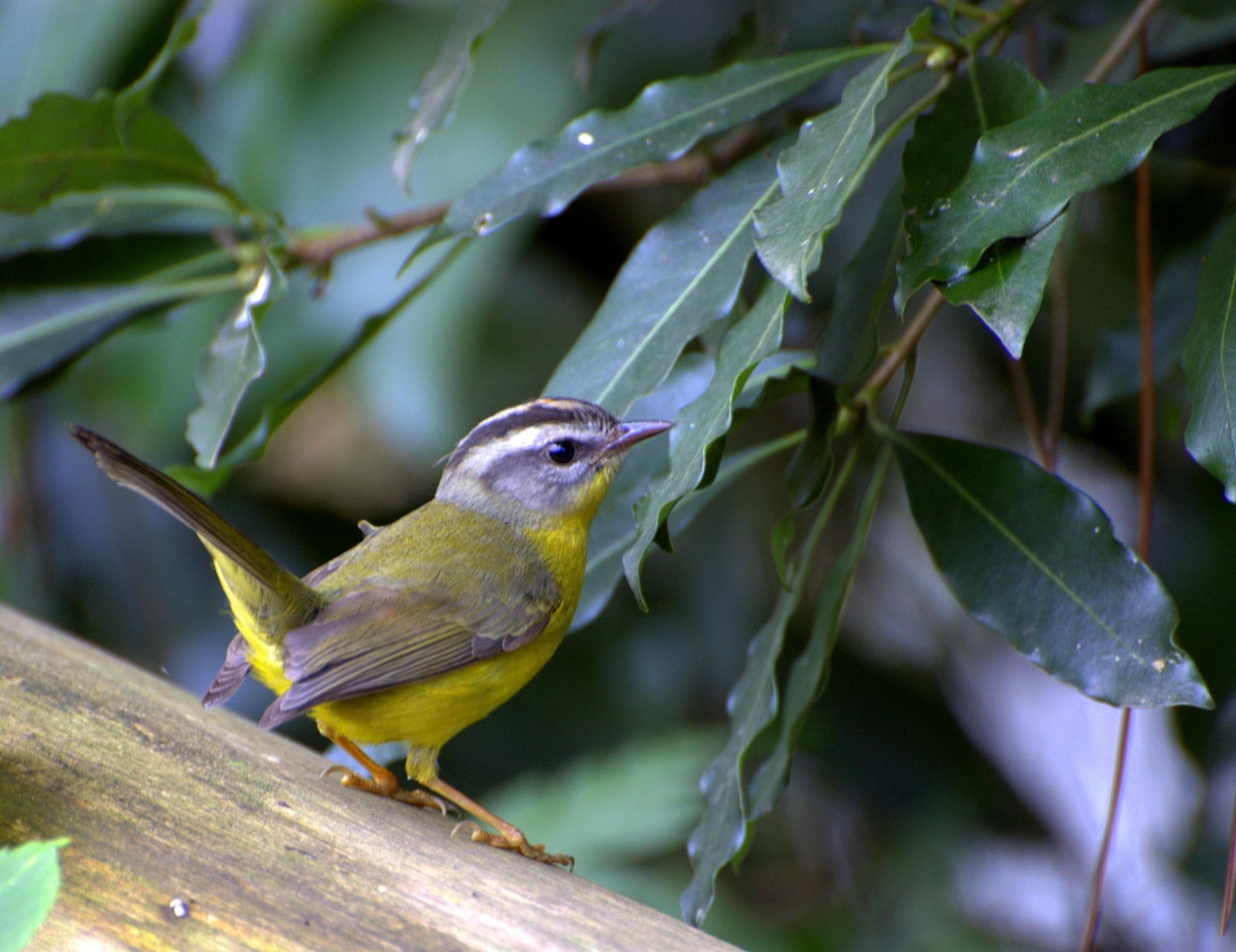
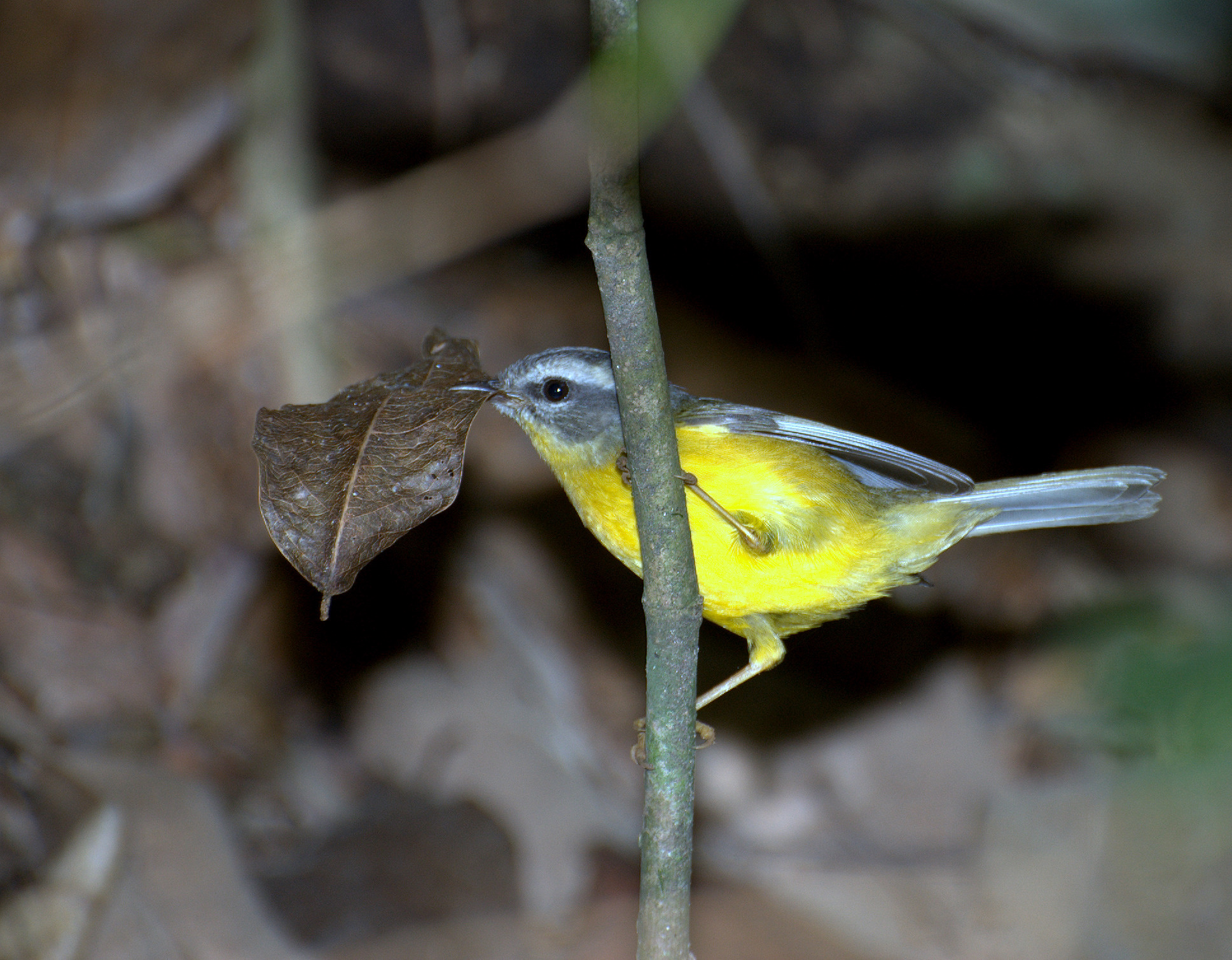
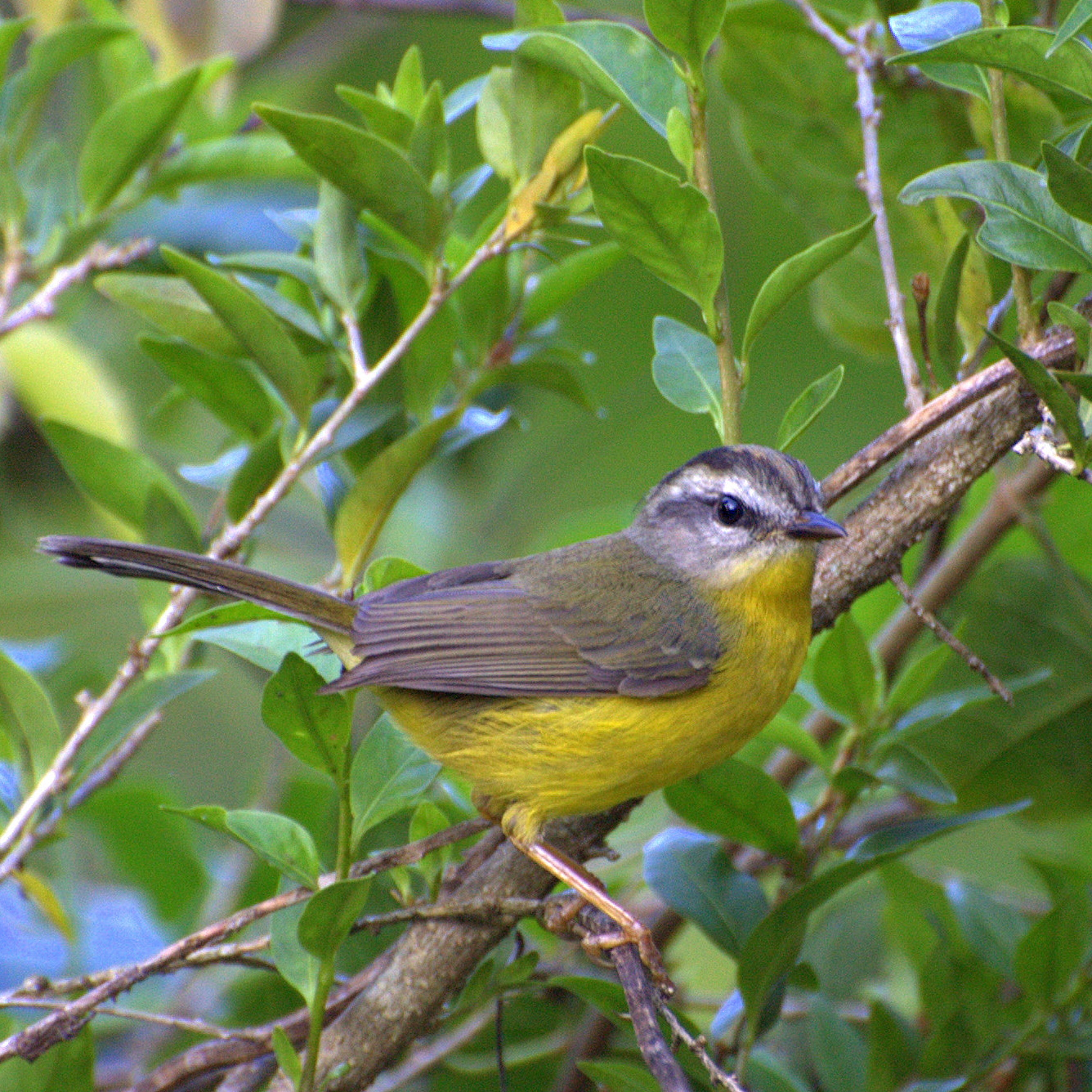
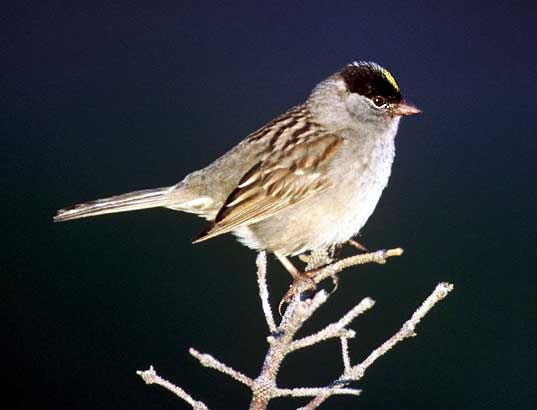